# ルイス・ドナルド・コロシオ
ルイス・ドナルド・コロシオ・ムリエータ（スペイン語: Luis Donaldo Colosio Murrieta、1950年2月10日 - 1994年3月23日）は、メキシコの政治家、経済学者。1994年の大統領選挙に制度的革命党 (PRI) から立候補して遊説中、ティフアナで暗殺された。

## 経歴

### 生い立ち
ルイス・コロシオ・フェルナンデス（1923年 - 2010年）とアルミーダ・オフェリア・ムリエータ・ガルシーアの子。16世紀に現在のソノラ州に入植したイタリア系移民の末裔で、古くから同州マグダレーナ・デ・キノに政治基盤を持っていた。
モンテレイ工科大学 (ITESM) に進学し、1972年に制度的革命党 (PRI) に入党。アメリカ合衆国のペンシルベニア大学大学院に留学後、オーストリアの国際応用システム分析研究所で調査員を務めた。

### 政治家
1979年、後の大統領カルロス・サリナス・デ・ゴルタリが大臣を務めていた予算計画省に入省。1985年に地元から連邦議員に選出され、1987年にPRIの全国幹部会議のメンバーとなった。1988年には、カルロス・サリナスから大統領選のサリナス陣営の対策本部長に抜擢された。また、同日行われた上院選にソノラ州から立候補し、当選した。
初期のサリナス政権下で、コロシオは党の全国幹部会議委員長を務めた。1992年、サリナスは内閣にコロシオを起用し、新設される社会開発長官のポストをあてた。1993年11月、PRIは次期大統領選にコロシオが立候補すると発表した。

### 大統領選
マヌエル・カマーチョ元外相とサパティスタ民族解放軍 (EZLN) の交渉に関心が集まったため、鈍い始まりとなった選挙戦で、コロシオはPRIへの伝統的な支持を取り付けているかにみえた。政治に対する関心が低下し、PRIの人気にもかげりがさしていたが、それでも過去のPRIの大統領候補と同じように、彼は遊説の先々で大群衆に迎えられた。憲法で大統領の再選が禁じられているため、今回サリナスから後継者に指名されたコロシオは、見たかぎり大統領のバックアップを受けており、そのことは「迷うことはない、コロシオが候補だ」というサリナスの有名な宣言にも表れている。
サリナスの宣言は、大いに注目を集めるカマチョが冴えないコロシオに取って代わるのではないかとの根強いうわさを払拭するために出された。カマチョはこの憶測について沈黙を守っていたが、結局は自身が立候補することはなく、チアパス問題に専念するとの声明を発表した。その翌日、コロシオは暗殺された。

### 暗殺
1994年3月23日の午後7時12分、バハ・カリフォルニア州ティフアナ郊外のロマス・タウリーナスという貧困層の多い地区で遊説していたコロシオは、数センチ前方から.38スペシャル弾で頭部を撃ち抜かれた。ビデオカメラがその一部始終を記録していた。コロシオの選挙運動に随行している外国人記者はいなかったが、事件はカリフォルニア州サンディエゴのわずか数マイル南で起きた。
倒れたコロシオはアメリカの病院にヘリコプターで搬送されようとしたが拒否されたため、市内の中核病院に担ぎ込まれた。数時間後にコロシオの死亡が発表されたが、その瞬間を目撃した人々はその日、現場から動こうとしなかった。
その場で逮捕された犯人のマリオ・アブルト・マルティネスは、単独で犯行に及んだとはっきり述べた。しかし、コロシオの暗殺はいくつもの憶測を生んだ。当局はメディアに姿を見せる前のアブルトに、ひげそりや入浴、さらには拘置所内で散髪までさせたため、非難を浴びた。そのため、真の暗殺者は逮捕された容疑者とかなり離れた場所にいた、別の男ではないかとのうわさが広まった。
コロシオは三発の銃弾を受けていたが、それが単独の犯行によるものかどうか、いまだ明らかになっていない。多くの検察官が捜査にあたって事件は終息したが、杜撰な捜査や説明に不自然な点があるなど、現在も議論を呼んでいる。アブルトは、アルモロヤ・デ・フアレスにあるラ・パルマ連邦社会矯正センターに収容されている。

## その後

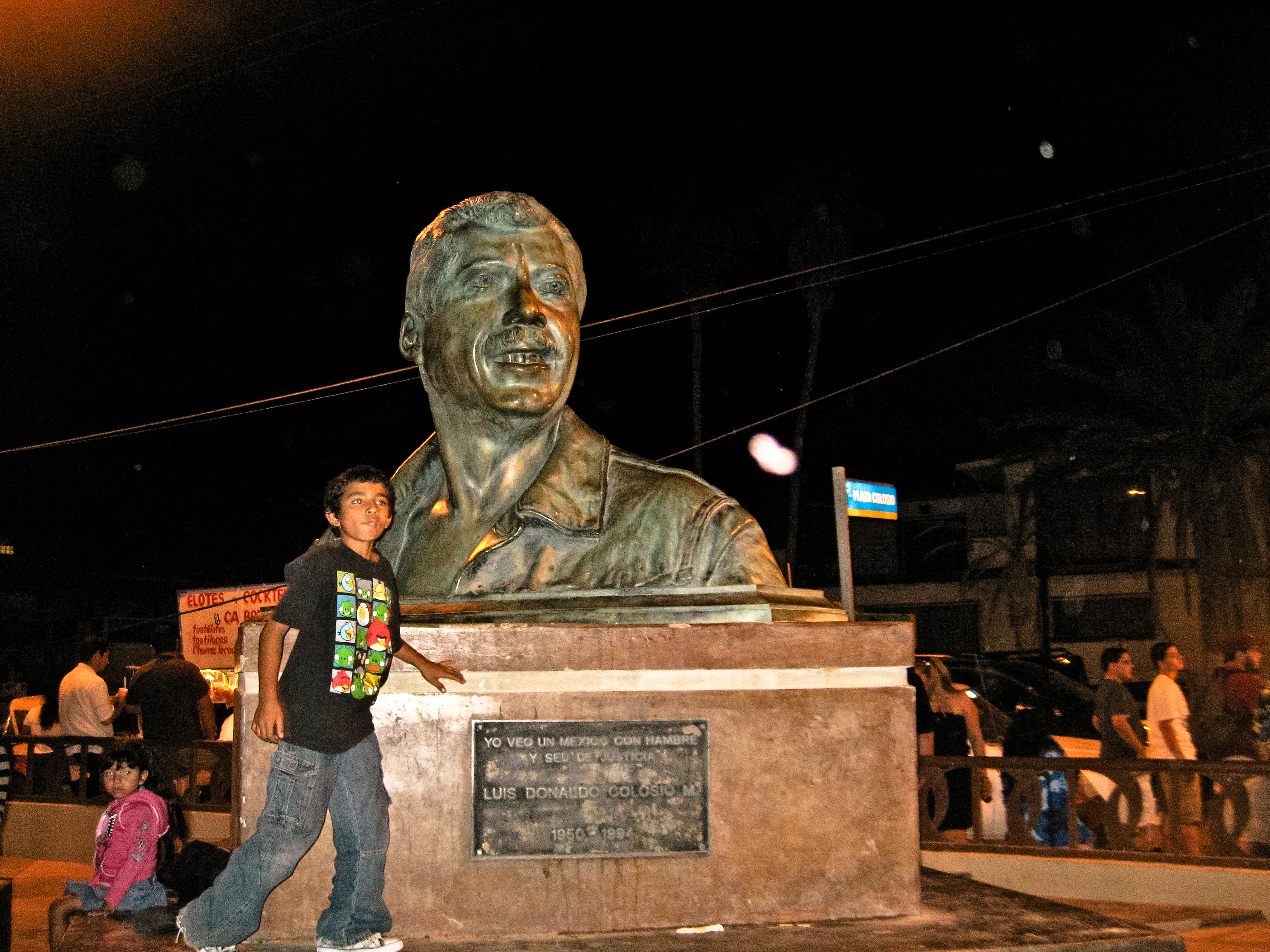
コロシオの銅像

4ヶ月後に選挙を控える中、PRIは選挙の6ヶ月前以内に公職に就いている者は立候補できないとの憲法の規定に従えば、ほとんどの閣僚が不適格になるという事実に行き当たった。数少ない候補者の中から、サリナスはコロシオ陣営の本部長になるため教育相を辞職していたエルネスト・セディージョを指名した。コロシオが彼を称賛する映像を、側近のマンリオ・ファビオ・ベルトローネスが持っていたことが決め手となった。セディージョが思いがけず選ばれたことで、真実であるにせよないにせよ、噂は更に広がりをみせた。
数ヵ月後には、サリナスの義理の兄にあたるPRI党首のホセ・フランシスコ・ルイス・マシューが白昼のメキシコシティで暗殺された。コロシオとルイス・マシューは、メディアへの露出が多く、強い権力を持つPRIの指導者であった。これによってエルネスト・セディージョはPRI党首にも選出され、同党によるメキシコ一党支配の最後を飾ることとなる。
コロシオ暗殺から8ヶ月後、彼の妻だったラウラ・リオハスが癌で死去した。メキシコを代表する新聞『プレスコ』紙は、夫が暗殺された直後の未亡人の第一声は「誰にやられたって？」だったと報じた。2人の子どもはまだ生きている。コロシオの父は事件の真相を明らかにすることを決心し、2004年に本を出版した。

## コロシオを扱った作品
2005年4月、メキシコでコロシオの暗殺を取り上げた初めての映画が上映された。小規模なグループが製作した、政治家と麻薬組織のボスに焦点をあてた映画で、政治的な内容を強く含んでいる。当初のタイトルはSe c........ al candidato (Colosio)（スペイン語で「殺す」を意味するコロッススはコロシオと音が似ている）だったが、あまりに攻撃的であったため、Magnicidio – Complot en Lomas Taurinas（暗殺─ロマス・タウリナスの陰謀）に改題された。史実としての正確さを期したものではないが、このテーマを取材した初めての映画であることには変わりない。英語版も同時公開された。主題歌は、コリマ出身のオルタナティブ・ロックバンド「デラソニカ」の「プント・イ・アパルテ」。作中の音楽はグス・レイエスが担当した。2012年には、新たにカルロス・ボラード監督のEl Asesinato（コロシオ：その暗殺）が再びこの事件を取り扱っている。
メキシコのロックバンド「エル・トリ」には、コロシオの暗殺を歌ったCon la cola entre las patasという曲がある。ノルテーニャとバンダ音楽の歌手、ロレンソ・デ・モンテクラーロは、コロシオの生前、彼を歌ったコリードをつくっていた。メキシコの麻薬密売を取り上げたテレビドラマLa Reina del Sur（南部の女王）には、大統領候補が暗殺されるシーンがある。